# 理
理 （り、Lĭ）とは、中国哲学の概念。本来、理は文字自身から、璞（あらたま）を磨いて美しい模様を出すことを意味する。そこから「ととのえる」「おさめる」、あるいは「分ける」「すじ目をつける」といった意味が派生する。もと動詞として使われたが、次に「地理」「肌理（きり）」（はだのきめ）などのように、ひろく事物のすじ目も意味するようになる。それが抽象化され、秩序、理法、道理などの意に使われるようになった。

## 中国哲学における「理」
「理」の語は孔子の言行録とされる『論語』や道家の古典『老子』にはみえず、『孟子』にはわずかに「条理」の語がみえるのみであるが、戦国時代後期にはいってからの『荘子』（道家）・『荀子』（儒家）・『韓非子』（法家）などでは多数確認されている。

### 墨家・道家・法家の「理」
『墨子』では、道徳的規範の意で使われた。『荘子』では自然の理法としての理があらわれ、天と結びついて天理となったり、「道」と並列的に使われ、「道」が包括的概念であるのに対し、「理」は個別的概念である。『韓非子』では「道」を「法」として展開するとともに、道と理との関係を規定した。そこでは、理が個物化・特殊化の原理であることが明確にされている。

### 儒家の「理」
理の観念は前漢代の思想書『淮南子』において深められた一方、戦国時代以降漢代までに道家の影響を受けた儒家文献のなかで「窮理尽性」の説がつくられて、後代に大きな影響をおよぼした。
宋学における理気説（りきせつ、拼音: Lĭ qì shuō）では、「理」は事物の法則性をあらわす概念で、「気」も事物を形づくり事物に生命を与えるガス状の物質と考えられた。程頤は、気の現象する世界の奥に、それを秩序づける存在を措定して、これを理と呼び、これを究明すること（窮理（きゅうり））が学問の要諦だとした。
朱子学（程朱学）においては、一物に一理があり、これを「理一分殊」と称した。朱子学の始祖朱熹（朱子）によれば、理は形而上のもの、気は形而下のものであってまったく別の二物であるが、たがいに単独で存在することができず、両者は「不離不雑」の関係であるとする。また、気が運動性をもち、理は無為であり、気の運動に乗って秩序を与えるとする。
陽明学の始祖として知られる明代の王陽明は、「理は気の条理、気は理の運用」という理気一体観を表明している。

## 仏教における「理」
仏教における理は、道理・義理・条理を意味し、治める、正すなどの意味で用いる。
仏教では、現実世界をどのように認識するかということがもっとも大切なことであり、その現実を現実のままに認識することを事と言い、それを理論づけたり言葉に乗せることを理と言う。その意味で、仏典はすべて理であり、釈迦がさとった内容は「事」である。その意味で、「不立文字」は事の内容は言葉にできないことを説明している。